# Arturo Dubourg
Arturo J. Dubourg (1912 - 2003) fue un prolífico arquitecto argentino, que realizó numerosas obras de todo tipo, principalmente en Buenos Aires, Mar del Plata y Punta del Este (Uruguay). Sus trabajos más notables son el Claridge Hotel, el Hotel Bristol Buenos Aires y el Edificio Sudamérica. Además, fue corredor de Turismo Nacional y Turismo Carretera, bajo el seudónimo Grey Rock.
Nació en la ciudad de 25 de Mayo (provincia de Buenos Aires), el 28 de mayo de 1912. Comenzó estudiando su secundario como pupilo en el Colegio San José, pero por dificultades económicas las finalizó en el Colegio Nacional Mariano Moreno. Ingresó a la Escuela de Arquitectura de la Facultad de Ciencias Exactas, Físicas y Naturales de la Universidad de Buenos Aires, donde fue compañero de los futuros socios del estudio SEPRA.
Mientras tanto, participó activamente en el deporte desde su juventud, fue campeón argentino de menores, consagrándose en la Av Costanera en 1929 Jugó al tenis de muy joven en el Buenos Aires Lawn Tennis Club, integrando el equipo de tercera división junto a su hermano Manuel María, Enrique Luis Drago Mitre, Adolfo Bioy Casares y los hermanos Julio y Charlie Menditeguy. Al graduarse como arquitecto, realizó su primera obra en el año 1935. Ya en 1932 había sido contratado para la Dirección General de Ferrocarriles, pasando al año siguiente a la Dirección General de Vialidad, en donde trabajo hasta el año 1940. En Vialidad Nacional diseñó el monolito al kilómetro 0, esculpido por Jose Fioravanti.
El estudio de Arturo Dubourg tendría su época de mayor éxito en las décadas de 1940 y 1950, cuando su estudio llegó a tener como empleados a entre cuarenta y cincuenta profesionales. Luego, Dubourg cedería su estudio a su hijo Nicolás, y la firma continúa activa en la actualidad, contando alrededor de 800 obras realizadas desde 1935.
Arturo Dubourg se caracterizó por la gran cantidad de trabajos que ejecutó durante su vida profesional, asegurando él mismo que

Sólo en Punta del Este debo tener más de cien casas, y otro tanto entre Buenos Aires, Mar del Plata y en countries de los alrededores de la Capital.
Diario "La Nación", 12/06/2002

No fue un firme impulsor de la renovación en la arquitectura, y sin embargo realizó un buen número de edificios en Buenos Aires que resultan trascendentales para la arquitectura moderna de la ciudad, como el Edificio Berlingieri frente a la Plaza Congreso, la sede del Ministerio de Trabajo (hoy INDEC) en Diagonal Sur y una de las primeras torres de propiedad horizontal, el Edificio Sudamérica de Cerrito y Posadas.
Pero sobre todo, se destaca en Dubourg su inmensa producción de viviendas en el balneario oriental de Punta del Este, que se puso de moda para la clase alta argentina desde la década de 1940.
Dubourg falleció en Buenos Aires el 11 de septiembre de 2003, a los 91 años.

## Algunas obras
- 1940: Residencia familiar. Echeverría y Labardén, Acassuso.
- 1942: Residencia familiar. Bella Vista.
- 1943: Boîte "Rendez-Vouz". Maipú 854, Buenos Aires.
- 1944: Edificio de viviendas. Av. Callao 2001, Buenos Aires.
- 1944: Conjunto de viviendas. Juramento 3325, Buenos Aires.
- 1945: Edificio de viviendas y estudios. Paraná 877, Buenos Aires.
- 1945: Edificio de ateliers. Maipú 534, Buenos Aires.
- 1945: Residencia familiar. Arenales 1010, Acassuso.
- 1945: Sucursal Belgrano del Banco Popular Argentino. Av. Cabildo y Guayra, Buenos Aires.
- 1946: Claridge Hotel. Tucumán 535, Buenos Aires.
- 1950: Hotel Bristol Buenos Aires. Sarmiento y Cerrito, Buenos Aires.
- Edificio de viviendas y "Ferretería Francesa". Rivadavia y Carlos Pellegrini, Buenos Aires.
- 1948: Hotel L'Auberge. Av. del Agua y Carnoustie, Punta del Este. www.laubergehotel.com
- Edificio General Roca (actual sede del Consejo de la Magistratura de la Ciudad de Buenos Aires). Av. Pres. Julio A. Roca 530
- 1952: "Mountain Club Village". Cerro Catedral, San Carlos de Bariloche.
- 1952: "Portezuelo de Los Penitentes". Los Penitentes, Mendoza.
- 1954/7: Galería Alvear. Av. Alvear 1759, Buenos Aires.
- 1955: Edificio El Pinar. José Ellauri 1009, Montevideo.
- 1955: Edificio Estuario. Av. del Libertador 3610, Buenos Aires.
- 1956: Ministerio de Trabajo (hoy sede del INDEC). Av. Pres. Julio A. Roca 609, Buenos Aires.
- 1956/1960: Edificio Sudamérica. Cerrito y Posadas, Buenos Aires.
- 1956: Edificio de viviendas. Av. Alvear 1751, Buenos Aires.
- 1958: Edificio Berlingieri. Hipólito Yrigoyen 1620, Buenos Aires.
- 1964: Banco de Entre Ríos (actualmente “Nuevo Banco de Entre Ríos S.A.”), Sucursal Buenos Aires. Tte. Gral. Juan D. Perón 445, Buenos Aires.
- 1965: Tres torres de vivienda. Virrey del Pino 1700, Buenos Aires.

### Galería de imágenes

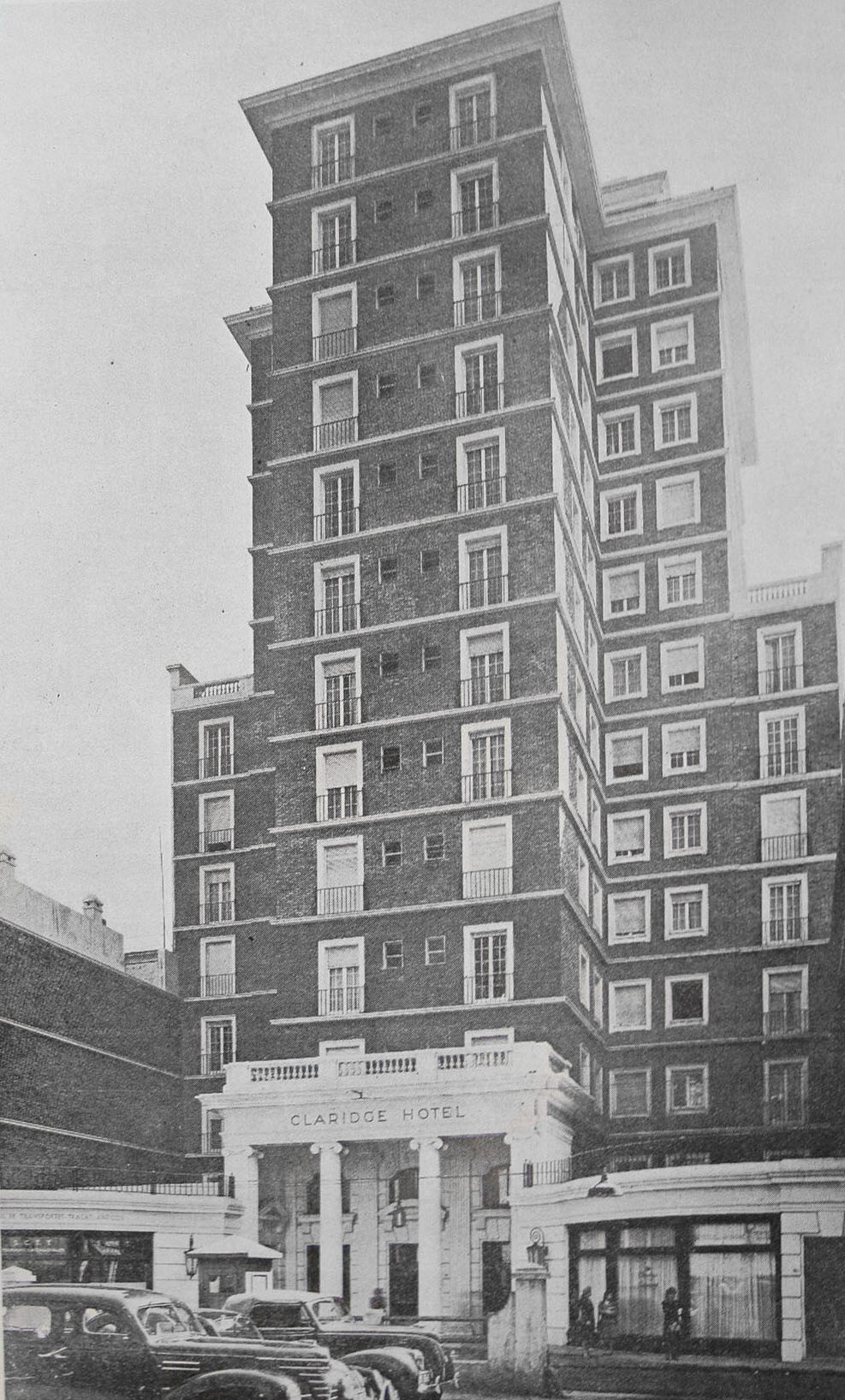
El Claridge Hotel
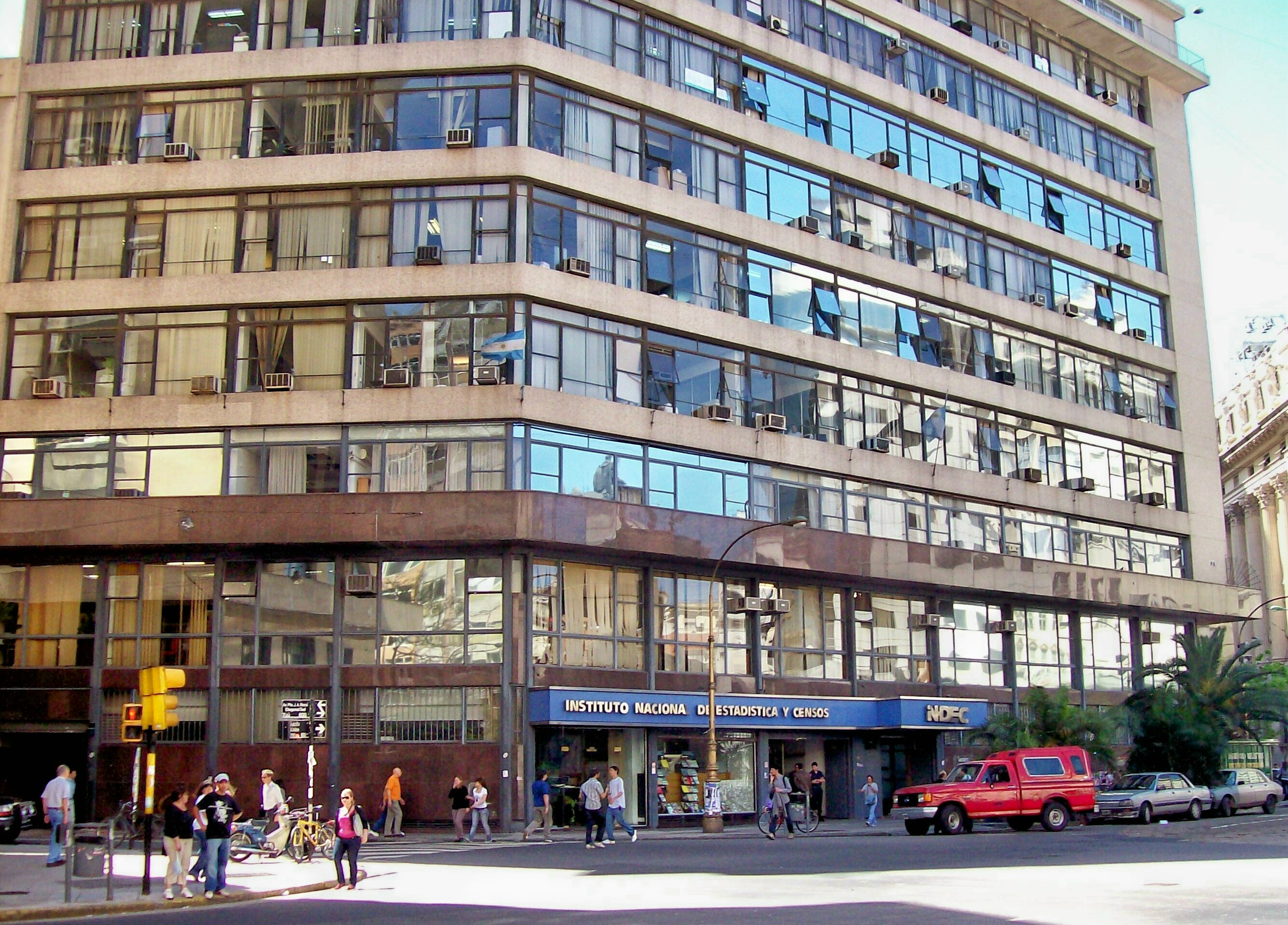
Ministerio de Trabajo (actual INDEC)
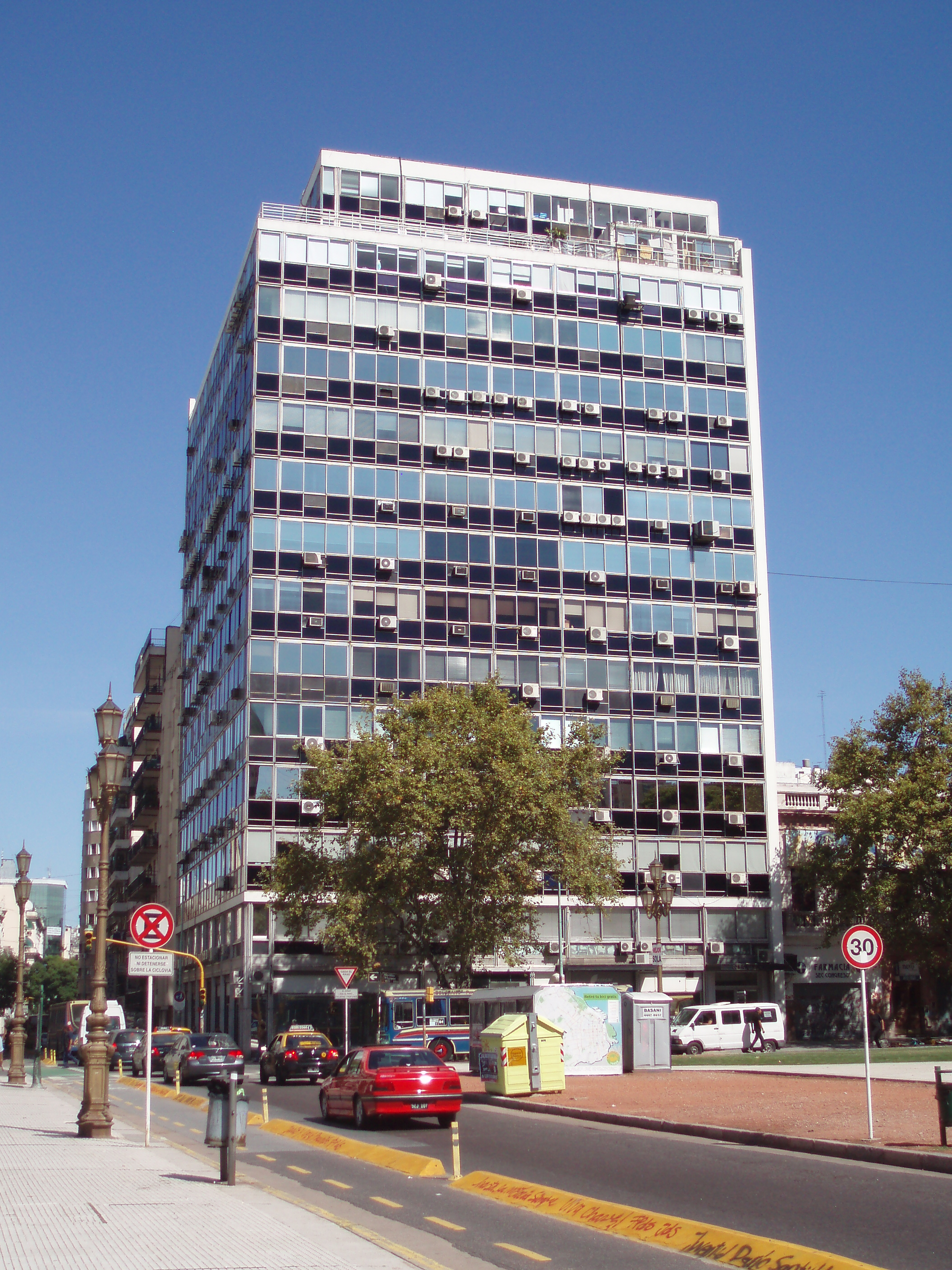
Edificio Berlingieri
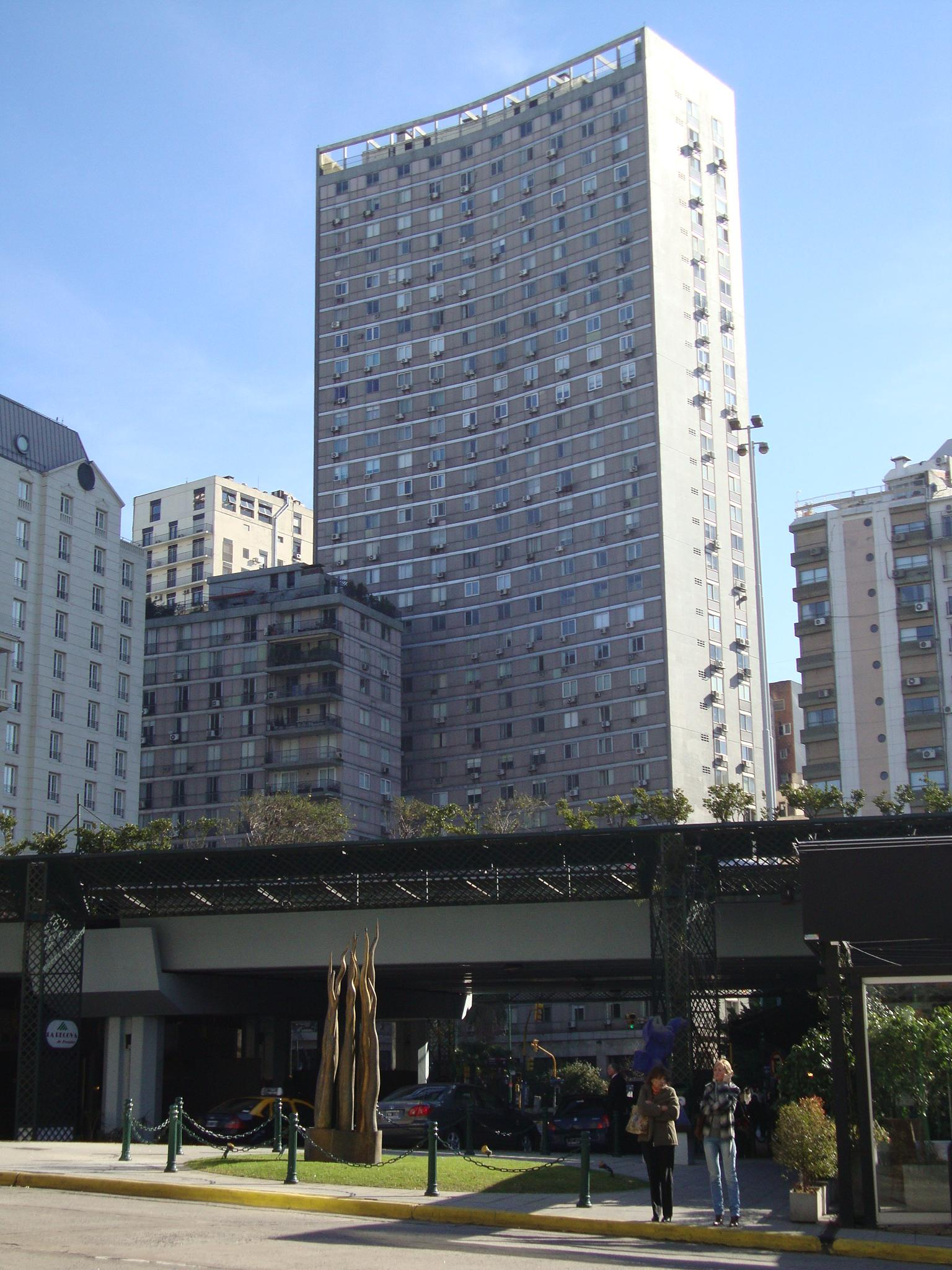
Edificio Sudamérica
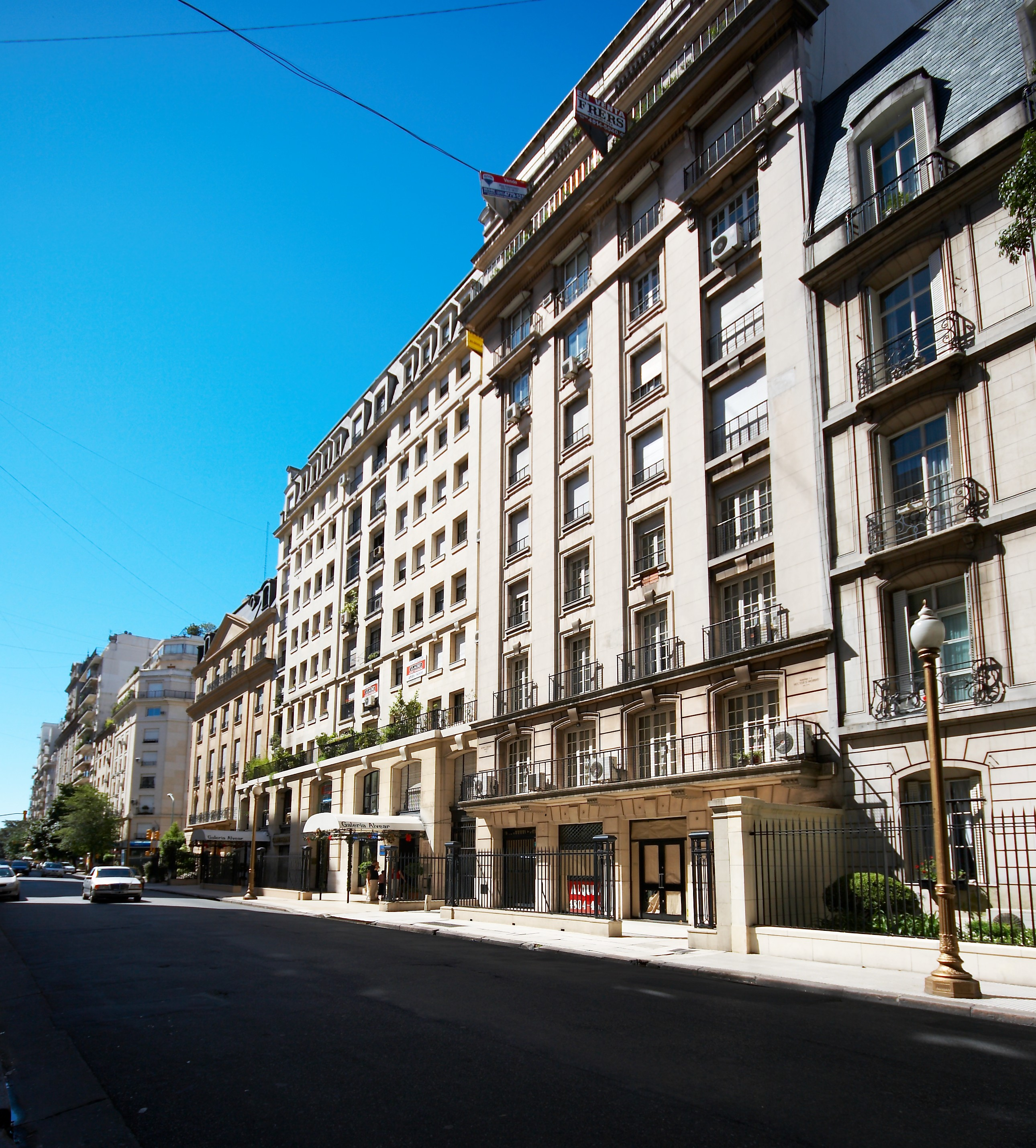
Edificios en Av. Alvear 1751 y 1755